# Exocoetus

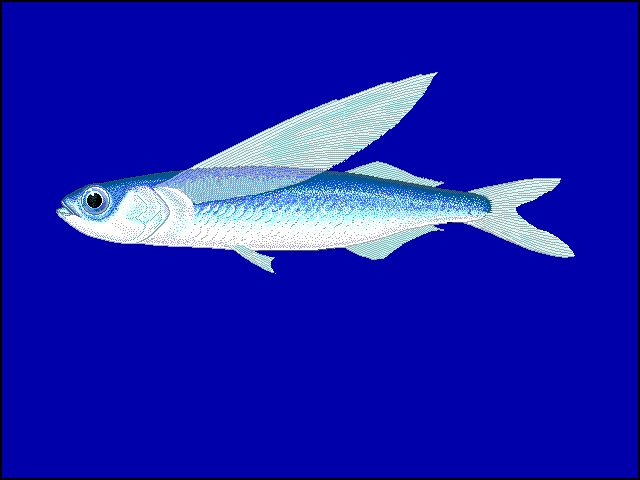
Volador tropical (E. volitans).

Los peces voladores del género Exocoetus son peces marinos de la familia exocoétidos —el género tipo de ésta—, distribuidos por las aguas superficiales de todos los océanos y mar Mediterráneo.
El tamaño corporal máximo oscila entre los 20 y los 30 cm.

## Hábitat
Son peces pelágicos oceanódromos, abundantes en aguas superficiales tropicales, tanto cerca de la costa como en alta mar; viven en cardumen alimentándose de plancton.
Tiene la capacidad de saltar fuera para escapar de sus depredadores, siendo capaces de recorrer considerables distancias sobre la superficie planeando con sus largas aletas pectorales.

## Especies
Existen cinco especies válidas en este género:
- Exocoetus gibbosus (Parin y Shakhovskoy, 2000)
- Exocoetus monocirrhus (Richardson, 1846) - pez volador barbudo o pez volador barbón
- Exocoetus obtusirostris (Günther, 1866) - pez volador flecha, pez volador ñato o pez volador oceánico
- Exocoetus peruvianus (Parin y Shakhovskoy, 2000) - pez volador del Perú
- Exocoetus volitans (Linnaeus, 1758) - pez volador tropical o pez volador común